# Pułk Podczaszego Wielkiego
Pułk Podczaszego Wielkiego - oddział jazdy Armii Koronnej.

## Struktura organizacyjna
Husaria
- jedna chorągiew  100 koni

Pancerni
- jedna chorągiew  120 koni
- jedna chorągiew  100 koni
- dwie chorągwie po 80 koni

Jazda lekka
- jedna chorągiew  60 koni

Razem w pułku: 6 chorągwi ; 540 koni